# Beuel
Beuel è un distretto urbano (Stadtbezirk) di Bonn.

Ha una superficie di 33,2 km² ed una popolazione di 66.283 abitanti.

## Suddivisione amministrativa
Il distretto urbano di Beuel è diviso in 7 quartieri (Ortsteil):
- Beuel-Mitte
- Beuel-Ost
- Geislar
- Hoholz
- Holtorf
- Holzlar
- Küdinghoven
- Limperich
- Oberkassel
- Pützchen/Bechlinghoven
- Ramersdorf
- Schwarzrheindorf/Vilich-Rheindorf
- Vilich
- Vilich-Müldorf